# Динамо-Авто (стадион)
«Динамо-Авто» (рум. Stadionul Dinamo-Auto) — футбольный стадион в селе Терновка (Молдавия), домашняя арена ФК «Динамо-Авто».
Стадион построен в 2011 году, вместимость — 1300 зрителей.